# Ledomyia necessaria
Ledomyia necessaria är en tvåvingeart som beskrevs av Fedotova och Vasily S. Sidorenko 2007. Ledomyia necessaria ingår i släktet Ledomyia och familjen gallmyggor. Inga underarter finns listade i Catalogue of Life.